# 아삼인
아삼인은 아삼어를 사용하는 아삼주의 토착민으로, 아삼주의 중심인 브라마푸트라 계곡(Brahmaputra Valley)의 56%를 차지하는 민족이다.. 아삼주에는 아삼인 외에도 다른 북동인도 토착 소수민족들과 벵골인이 살고 있다. 